# Matriz adjunta
Em álgebra linear uma matriz adjunta de uma matriz quadrada é a transposta de sua matriz dos cofatores.
A é a matriz transposta da matriz que se obtém substituindo cada termo {\displaystyle {A}_{i,j}} pelo determinante da matriz resultante de retirar de A a linha {\displaystyle i} e a coluna {\displaystyle j} (isso é, o determinante menor) multiplicado por {\displaystyle {(-1)}^{i+j}} (isso é, alternando os sinais).

## Exemplos

### Matrizes 2x2
Para toda matriz de ordem 2:
{\displaystyle \mathbf {A} ={\begin{bmatrix}a&b\\c&d\end{bmatrix}}}
{\displaystyle {\mbox{adj}}(\mathbf {A} )={\begin{bmatrix}d&-b\\-c&a\end{bmatrix}}}

#### Construindo a adjunta passo-a-passo
Vamos deduzir a adjunta da matriz representada abaixo:
{\displaystyle \mathbf {A} ={\begin{bmatrix}a&b\\c&d\end{bmatrix}}}
Primeiro calculamos a matriz dos determinantes menores, tradicionalmente representada por "{\displaystyle \mathbf {M} }".
{\displaystyle \mathbf {M} ={\begin{bmatrix}\det {d}&\det {c}\\\det {b}&\det {a}\end{bmatrix}}}
Agora multiplicamos todo {\displaystyle \mathbf {M} _{i,j}} por {\displaystyle (-1)^{i+j}} para obter a matriz dos cofactores, tradicionalmente representada por "{\displaystyle \mathbf {C} }". Em termos mais simples, invertemos os sinais de todos aqueles termos cuja soma "{\displaystyle i+j}" é ímpar.
{\displaystyle {\mbox{C}}(\mathbf {A} )={\begin{bmatrix}d&-c\\-b&a\end{bmatrix}}}
Em seguida, transpomos a matriz para chegar a matriz adjunta:
{\displaystyle {\mbox{adj}}(\mathbf {A} )={\begin{bmatrix}d&-b\\-c&a\end{bmatrix}}}

### Matrizes 3x3
Para toda matriz na forma:
{\displaystyle \mathbf {A} ={\begin{bmatrix}a&b&c\\d&e&f\\g&h&i\end{bmatrix}}}
Fazendo a matriz dos cofatores de A, temos que:
{\displaystyle {\mbox{cof}}(A)={\begin{bmatrix}+\left|{\begin{matrix}e&f\\h&i\end{matrix}}\right|&-\left|{\begin{matrix}d&f\\g&i\end{matrix}}\right|&+\left|{\begin{matrix}d&e\\g&h\end{matrix}}\right|\\&&\\-\left|{\begin{matrix}b&c\\h&i\end{matrix}}\right|&+\left|{\begin{matrix}a&c\\g&i\end{matrix}}\right|&-\left|{\begin{matrix}a&b\\g&h\end{matrix}}\right|\\&&\\+\left|{\begin{matrix}b&c\\e&f\end{matrix}}\right|&-\left|{\begin{matrix}a&c\\d&f\end{matrix}}\right|&+\left|{\begin{matrix}a&b\\d&e\end{matrix}}\right|\end{bmatrix}}}
e, transpondo, temos a matriz adjunta de A:
{\displaystyle {\mbox{adj}}(A)={\begin{bmatrix}+\left|{\begin{matrix}e&f\\h&i\end{matrix}}\right|&-\left|{\begin{matrix}b&c\\h&i\end{matrix}}\right|&+\left|{\begin{matrix}b&c\\e&f\end{matrix}}\right|\\&&\\-\left|{\begin{matrix}d&f\\g&i\end{matrix}}\right|&+\left|{\begin{matrix}a&c\\g&i\end{matrix}}\right|&-\left|{\begin{matrix}a&c\\d&f\end{matrix}}\right|\\&&\\+\left|{\begin{matrix}d&e\\g&h\end{matrix}}\right|&-\left|{\begin{matrix}a&b\\g&h\end{matrix}}\right|&+\left|{\begin{matrix}a&b\\d&e\end{matrix}}\right|\end{bmatrix}}}
Onde as barras verticais simbolizam determinante.

## Propriedades
As seguintes propriedades são válidas para todas as matrizes {\displaystyle K^{n\times n}}
{\displaystyle \operatorname {adj} (I)=I}, em que {\displaystyle I} é a matriz identidade.
{\displaystyle \operatorname {adj} (0)=0}, em que 0 é a matriz nula.
{\displaystyle \operatorname {adj} (AB)=\operatorname {adj} (B)\cdot \operatorname {adj} (A)}
{\displaystyle \operatorname {adj} (A^{T})=\operatorname {adj} (A)^{T}}
{\displaystyle A\cdot \operatorname {adj} (A)=\operatorname {adj} (A)\cdot A=\det(A)\cdot I}
{\displaystyle \operatorname {adj} (\lambda A)=\lambda ^{n-1}\operatorname {adj} (A)} em que {\displaystyle \lambda \in \mathbb {R} }
{\displaystyle \det(\operatorname {adj} (A))=(\det A)^{n-1}}
{\displaystyle \operatorname {adj} (\operatorname {adj} (A))=(\det A)^{n-2}A}, para o caso particular de {\displaystyle A} ser {\displaystyle 2\times 2} resulta em {\displaystyle \operatorname {adj} (\operatorname {adj} (A))=A}

## Aplicações da adjunta

### Determinação da matriz inversa
Com a matriz adjunta pode-se calcular a inversa de uma matriz de uma maneira diferente da tradicional, embora não mais rápida. A forma mais eficiente de obter a matriz inversa é através da eliminação de Gauss-Jordan. Para toda matriz invertível A:
{\displaystyle \mathbf {A} ^{-1}={\frac {{\mbox{adj}}(\mathbf {A} )}{\det(\mathbf {A} )}}.}
Logo, para toda matriz invertível de ordem 2:
{\displaystyle {\begin{bmatrix}a&b\\c&d\end{bmatrix}}^{-1}={\frac {1}{ad-bc}}{\begin{bmatrix}\,\,\,d&\!\!-b\\-c&\,a\\\end{bmatrix}}.}
Observação: Alguns matemáticos desaconselham a notação acima em favor da seguinte:
{\displaystyle \mathbf {A} ^{-1}={\frac {1}{\det(\mathbf {A} )}}\cdot {\mbox{adj}}(\mathbf {A} ).}
Vale reforçar que só é invertível a matriz que é quadrada e cujo determinante é diferente de zero.